# Національні збори В'єтнаму

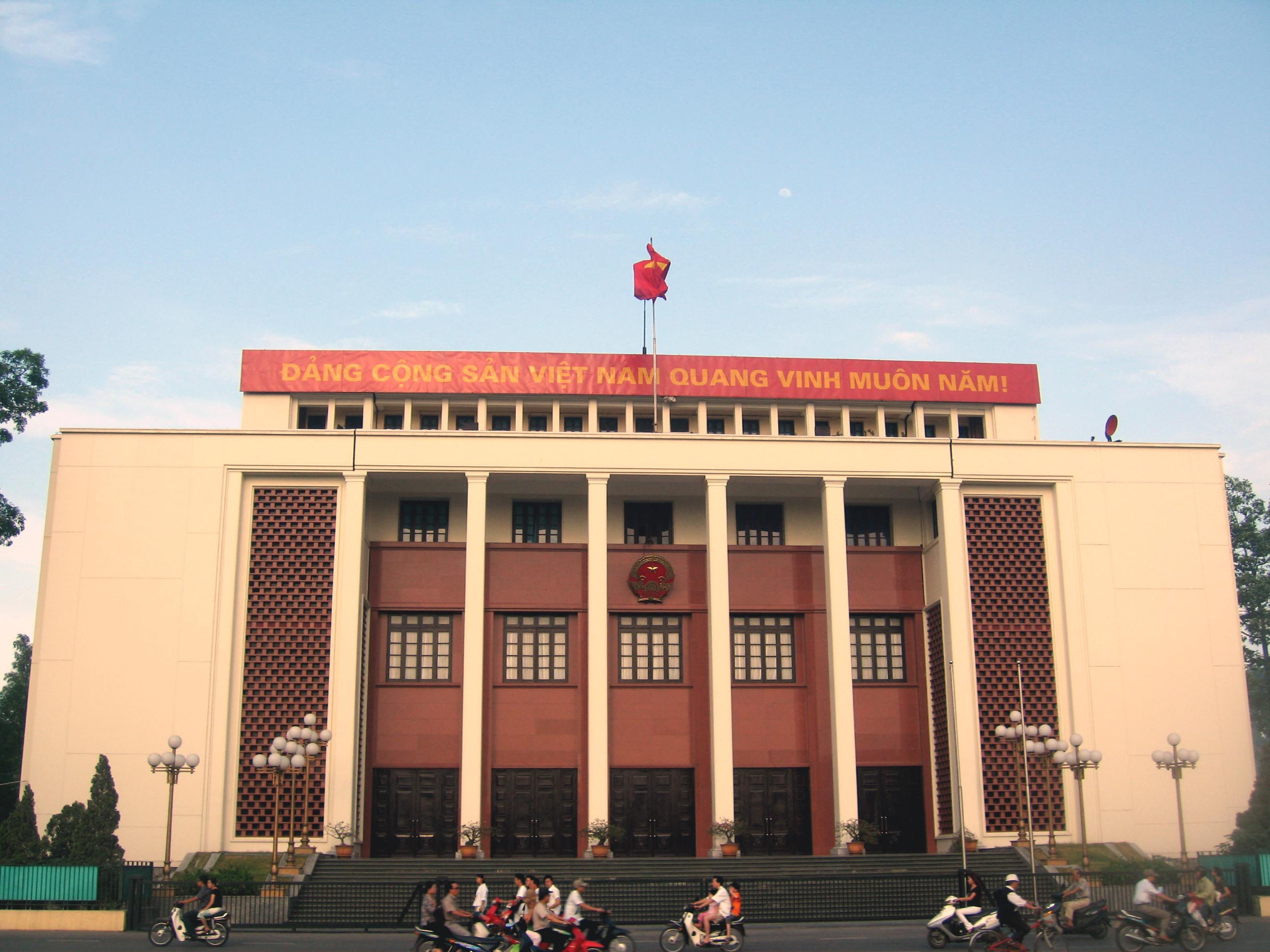
Будівлю Національної асамблеї на центральному майдані Бадінь було знесено 2008 року

Національні збори Соціалістичної Республіки В'єтнам (в'єт. Quốc hội nước Cộng hoà xã hội chủ nghĩa Việt Nam) — законодавчий орган (парламент) В'єтнаму.

## Склад
Національна асамблея має 493 місць. Депутати збираються на засідання двічі на рік.

## Повноваження
Національна асамблея затверджує:
- Президента
- Прем'єр-міністра
- 21 члена уряду
- Генерального прокурора
- Главу Верховного суду

## Приміщення
Будівлю Національної асамблеї на центральному майдані Бадінь було знесено 2008 року для зведення нового Палацу. Однак археологічні розкопки виявили важливі знахідки на місці будівництва, і зведення нового Палацу було відкладено.